# Vigliano d'Asti
Vigliano d'Asti är en ort och kommun i provinsen Asti i regionen Piemonte i Italien. Kommunen hade 793 invånare (2018).